# Frenštát pod Radhoštěm
Frenštát pod Radhoštěm település Csehországban, Nový Jičín-i járásban. Frenštát pod Radhoštěm Lichnov, Tichá, Trojanovice, Kunčice pod Ondřejníkem és Bordovice településekkel határos. Lakosainak száma 10 676 fő (2024. január 1.).

## Népesség
A település lakosságának változását az alábbi diagram mutatja:
| Lakosok száma | 6563 | 5757 | 5432 | 7754 | 9853 | 10 915 | 10 854 | 10 820 | 10 576 | 10 676 |
|               | 1869 | 1900 | 1921 | 1961 | 1980 | 2011   | 2016   | 2019   | 2021   | 2024   |